# Тураев, Джуракул
Джуракул Тураев (20 марта 1922, Джизакская область — 1998, Джизак) — участник Великой Отечественной войны, Герой Советского Союза (1944). На момент присовения звания Героя — младший сержант, впоследствии — майор.

## Биография
Джуракул Тураев родился 20 марта 1922 года в кишлаке Калия (ныне — Джизакский район Джизакской области Узбекистана). После окончания семи классов школы работал в колхозе. В 1941 году Тураев был призван на службу в Рабоче-крестьянскую Красную Армию. С того же года — на фронтах Великой Отечественной войны.
К декабрю 1943 года младший сержант Джуракул Тураев был наводчиком орудия 1007-го лёгкого артиллерийского полка, 46-й лёгкой артиллерийской бригады, (12-й артиллерийской дивизии прорыва РГК, 4-го артиллерийского корпуса прорыва, 65-й армии, Белорусского фронта). Отличился во время освобождения Гомельской области, Белорусской ССР. 21 декабря 1943 года расчёт Тураева участвовал в боях у деревни Гороховище, уничтожив 5 танков. В тех боя Тураев получил ранение, но продолжал вести огонь.
Указом Президиума Верховного Совета СССР от 29 марта 1944 года младший сержант Джуракул Тураев был удостоен звания Героя Советского Союза с вручением ордена Ленина и медали «Золотая Звезда».
После окончания войны Тураев продолжил службу в Советской Армии, окончил Подольское артиллерийское училище. В 1953 году в звании майора он был уволен в запас. Проживал и работал в Джизаке. Умер в 1998 году.

## Награды
Был также награждён орденом Отечественной войны 1-й степени и рядом медалей.